# Laparotomia

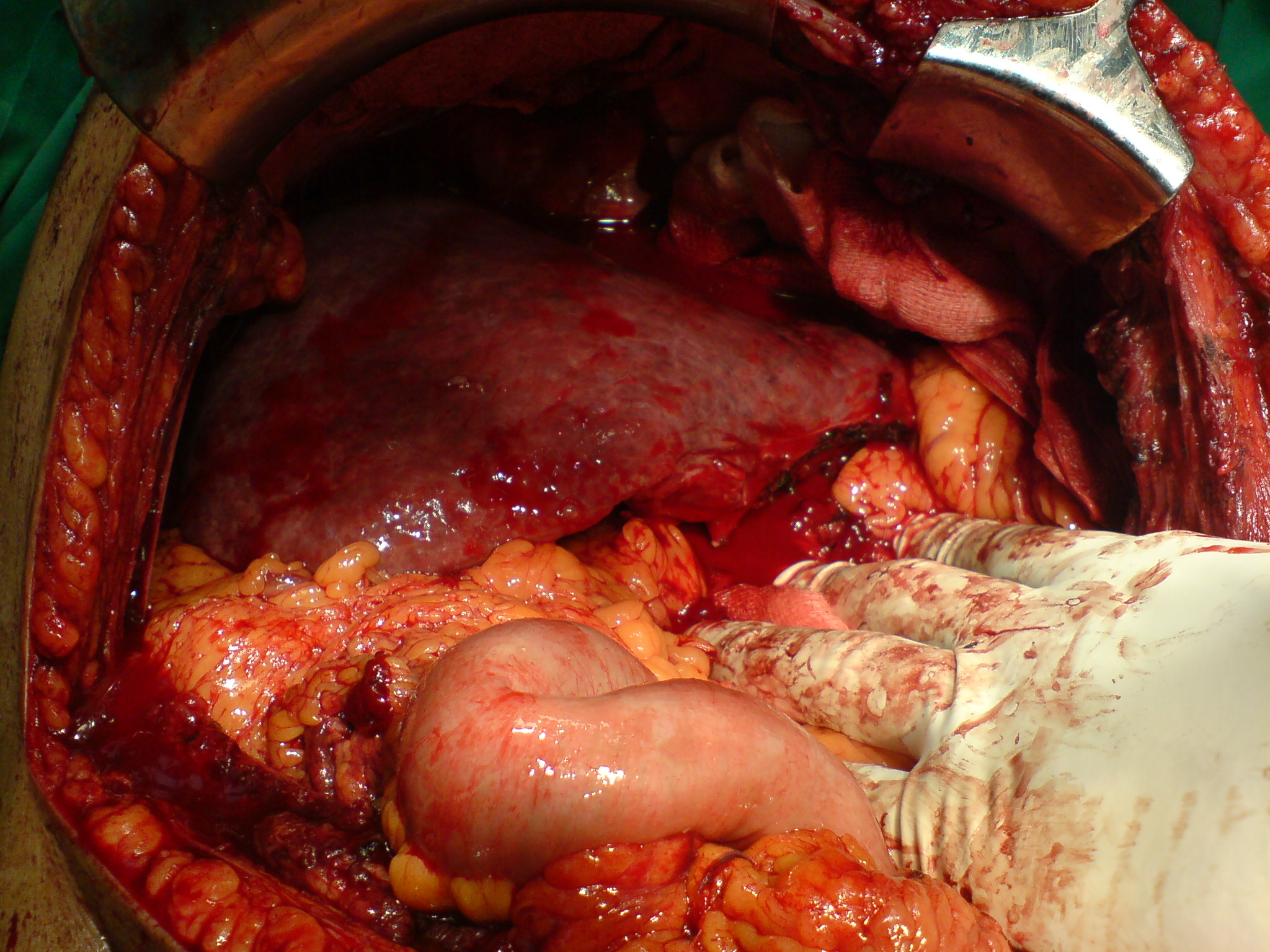
Uma atividade de laparotomia

Laparotomia, também conhecida como celiotomia, é um procedimento cirúrgico que envolve uma incisão através da parede abdominal para aceder à cavidade abdominal. É também conhecida como celiotomia.

## Laparotomia diagnóstica e terapêutica
Em uma laparotomia diagnóstica, a natureza da doença é desconhecida, e a laparotomia é necessária para identificar a causa. Na laparotomia terapêutica, uma causa foi identificada (por exemplo, úlcera péptica, câncer de cólon) e o procedimento é requerido para a sua terapia. Geralmente, somente a laparotomia diagnóstica consta como uma operação cirúrgica por si; quando uma operação específica é planeada, a laparotomia é considerada meramente a primeira etapa do procedimento.
Dependendo do local da incisão, pode-se ter acesso a todo um órgão ou ao espaço abdominal, e é a primeira etapa em qualquer procedimento cirúrgico, diagnóstico ou terapêutico destes órgãos, que incluem: 
- a porção inferior do tubo digestivo (o estômago, o duodeno, o jejuno, o íleo e o cólon)
- o fígado, o pâncreas e o baço
- a bexiga
- os órgãos reprodutivos femininos (⁣útero e ovários)
- o retroperitôneo (os rins, o aorta, linfonódos abdominais)

A incisão mais comum para a laparotomia é a incisão mediana, uma incisão vertical que segue a linha alba. A incisão mediana supraumbilical estende-se do processo do xifóide ao umbigo, uma incisão mediana infraumbilical vai do umbigo até a sínfise púbica. Uma única incisão que se estende do processo xifóide até a sínfise pubica é empregada às vezes, especialmente na cirurgia do trauma. É chamada de xifo-púbica.
As incisões medianas são favorecidas particularmente na laparotomia diagnóstica, porque permitem um amplo acesso à toda a cavidade abdominal. Outras incisões comuns para laparotomia incluem: 
- Incisão de Kocher (subcostal direita) (homenagem a Emil Theodor Kocher); própria para cirurgias no fígado, na vesícula biliar e na árvore biliar.
- Incisão de Davis no quadrante infeior direito (ou de Davis-Rockey-Rockey para apendicectomia);
- Incisão de McBurney, e também no quadrante inferior direito para apendicectomia, porém obliqua, é mais usada que a de Davis;
- Incisão de Pfannenstiel, uma incisão transversal abaixo do umbigo e apenas 1 dedo acima da sínfise púbica, empregada mais frequentemente para cesariana;
- Lombotomia - consiste em uma incisão lombar que permite o acesso aos rins (que são órgãos retroperitoneais) sem entrar na cavidade peritoneal. É um acesso cirúrgico comum na cirurgia urológica.

Um procedimento relacionado é o laparoscopia, onde as câmeras e outros instrumentos são introduzidos na cavidade peritoneal por pequenos furos no abdômen. Como exemplo, uma apendicectomia pode ser feita por uma laparotomia ou por um acesso laparoscópico.
1. ↑  «celiotomia». Dicionário Priberam da Língua Portuguesa. Consultado em 8 de abril de 2025